# Посёлок безумных
«Посёлок безумных» (яп. 気違い部落, китигаи бураку; англ. The Unbalanced Wheel / Crazy Society) — чёрно-белый фильм-драма с элементами комедии режиссёра Минору Сибуя, вышедший на экраны в 1957 году. Экранизация романа Минора Кида о жизни маленькой крестьянской общины. 

## Сюжет
Действие происходит в небольшой деревушке вблизи Токио в середине XX века. До сих пор живут в маленькой общине нерушимые законы и обычаи, установленные в давние времена и передаваемые из поколения в поколение. Невыполнение этих обычаев строго наказуется. Всё решает в общине староста и два—три близких ему богача. Бедный крестьянин Тэцудзи нарушил обычай, решив пожаловаться в полицию на произвол старосты. За это от него отвернулись все, и даже, когда умерла дочь, никто не пришёл на её похороны. Одинокий, всеми покинутый Тэцудзи всё же верит — люди поймут, что он прав, и придут к нему.

## В ролях
- Юноскэ Ито — Тэцудзи
- Тикагэ Авасима — Оаки, его жена
- Куми Мидзуно — их дочь
- Исао Ямагата — Рёскэ, староста
- Нидзико Киёкава — Омиэ, его жена
- Кодзи Мицуи — Сукэо Аоки
- Дзюндзабуро Бан — полицейский
- Акира Исихама — Дзиро Номура
- Каматари Фудзивара — Нитаро Окура
- Нацуко Кахара — Ораку Окура
- Хисая Морисигэ — комментатор действия

## Премьеры
- — национальная премьера фильма состоялась 26 ноября 1957 года в Токио[1].
- — фильм демонстрировался в советском кинопрокате с апреля 1961 года[комм. 1][2].

## Награды и номинации
Премия «Голубая лента»
- 8-я церемония награждения (1958)[3]

- Премия за лучшую мужскую роль второго плана в 1957 году — Кодзи Мицуи (за роли в двух фильмах — «Посёлок безумных» и «На дне», реж. Акира Куросава).
- Премия за лучший сценарий — Рюдзо Кикусима.

Кинопремия «Майнити»
- 12-я церемония награждения (1958)[3][4]

- Премия за лучшую мужскую роль второго плана в 1957 году — Кодзи Мицуи (за роли в двух фильмах — «Посёлок безумных» и «На дне», реж. Акира Куросава).
- Премия за лучшую операторскую работу — Хироюки Нагаока.
- Премия за лучший саундтрек — Тосиро Маюдзуми (за музыку к двум фильмам — «Посёлок безумных» и «Солнечная легенда последних дней сёгуната», реж. Юдзо Кавасима).

## Комментарии
1. ↑  В прокате СССР фильм демонстрировался с 17 апреля 1961 года (Сочи, 4 сентября — Москва), р/у Госкино СССР № 1034/60 (до 2 февраля 1965 года) — опубликовано: «Аннотированный каталог фильмов действующего фонда: Художественные фильмы», М.: «Искусство»-1963, С. 254.